# Zoo Hoyerswerda
Koordinaten: 51° 26′ 17,5″ N, 14° 14′ 55″ O
Der Zoo Hoyerswerda, obersorbisch Zwěrjenc Wojerecy (Tierpark Hoyerswerda), ist ein zoologischer Garten in Hoyerswerda. Auf einer Fläche von sechs Hektar befinden sich ca. 1000 Tiere in 120 Formen und 120 Pflanzen in 56 Arten. Der Zoo zählt jährlich etwa 150.000 Besucher und befindet sich im Zentrum der Altstadt, direkt am Schloss gelegen.

## Geschichte

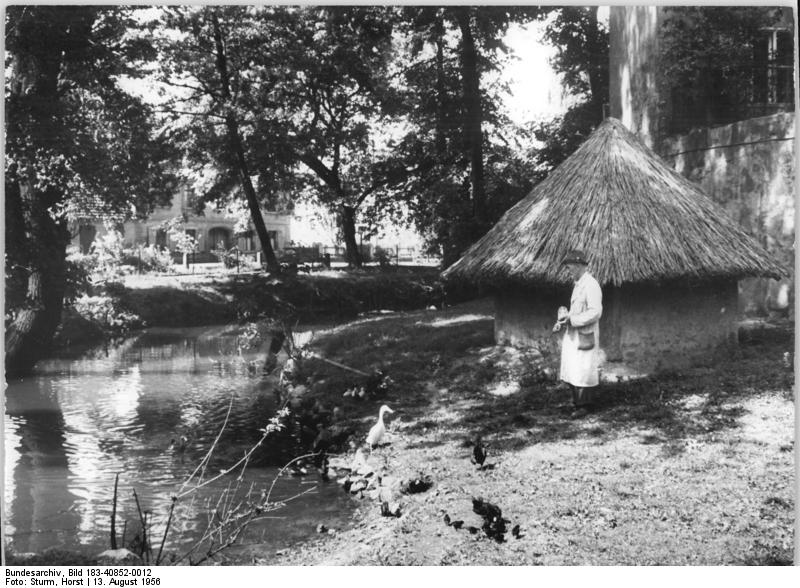
Die Handwerker von Hoyerswerda errichteten in freiwilliger Arbeit einen kleinen Tierpark am Schloss, 1956

Die Gründung begann mit der Initiative eines Naturfreundes, der Anfang der 1950er Jahre am Schlossgraben einige exotische Enten und Schwäne ansiedelte. Begeistert von dieser Idee errichtete daraufhin Günter Peters, der damalige Direktor des im Schloss befindlichen Museums, mit Helfern des Nationalen Aufbauwerkes die ersten Tiergehege.
Beachtenswert ist in Hoyerswerda neben der Tierwelt auch der Baumbestand, der unter anderem den Ginkgo-Baum, Urweltmammutbaum, Zürgelbaum und Katsurabaum umfasst. Daneben werden ein ornithologischer und geologischer Lehrpfad angeboten.
Seit 1994 ist aus dem ehemaligen Tiergarten der Zoo Hoyerswerda hervorgegangen. Eine der größten Attraktionen ist das 1997 eröffnete neue Tropenhaus. Aber auch die Greifvogelstation, die verletzte Greifvögel Europas pflegt und wieder in die Natur entlässt, findet international Beachtung. In Hoyerswerda gelangen Welterstzuchten bei den Vielfarben-Tangaren und den Tonkibülbüls, zwei exotischen Vogelarten. International ist Hoyerswerda als Fischotterzucht- und -forschungsstätte anerkannt.
Besuchermagneten sind heute die Braunbären, die Galapagos-Riesenschildkröten, die Rautenkrokodile, Mandschurenkraniche, Hornvögel, Fischotter, Humboldtpinguine, Erdmännchen, Amurtiger, Servale, Wüstenluchse, Rappenantilopen und Steppenzebras.
Der letzte der Hinterindischen Leoparden wurde im März 2014 in hohem Alter eingeschläfert. Das Gehege wird derzeit überarbeitet, da eine Haltung und Zucht weiterhin geplant ist.
Von 1975 bis 1989 fanden neun internationale Bildhauersymposien unter der Leitung von Jürgen von Woyski im Zoo statt.
Ende 2024 drohte dem Zoo die Zahlungsunfähigkeit. Die stadteigene Tochter Zoo-, Kultur und Bildung gGmbH, die neben dem Zoo auch Stadtmuseum, Bibliothek, Musik- und Volkshochschule umfasst, kam mit der jährlichen Zuwendung von knapp zwei Millionen Euro nicht mehr aus. Vor allem steigende Personalkosten seien schuld an der finanziellen Not, hieß es aus dem Rathaus. Um eine Insolvenz abzuwenden, hat der Stadtrat zur Überbrückung 500.000 Euro zusätzlich genehmigt. Eine grundsätzliche Diskussion über die künftige Finanzierung steht aus.

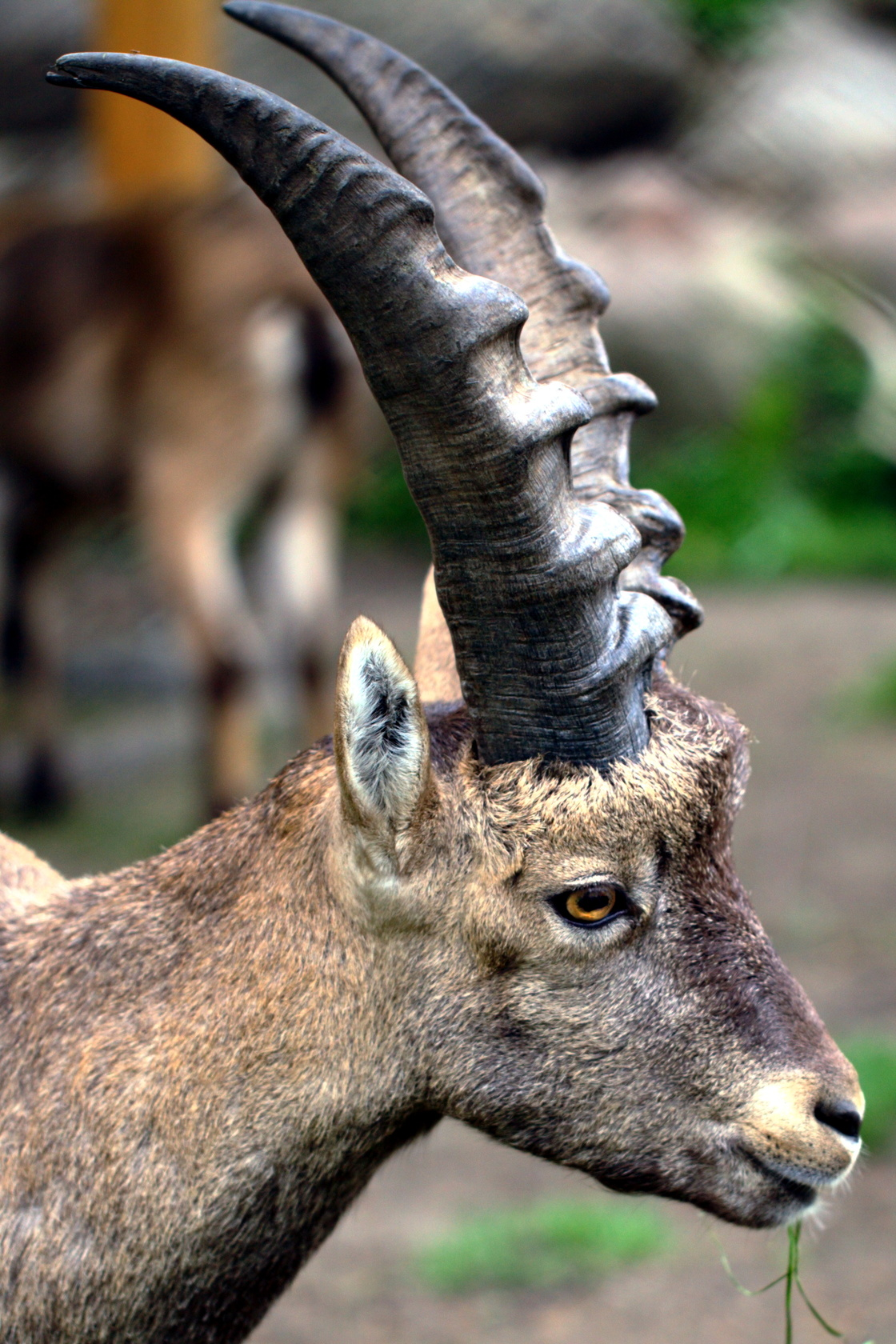
Alpensteinbock
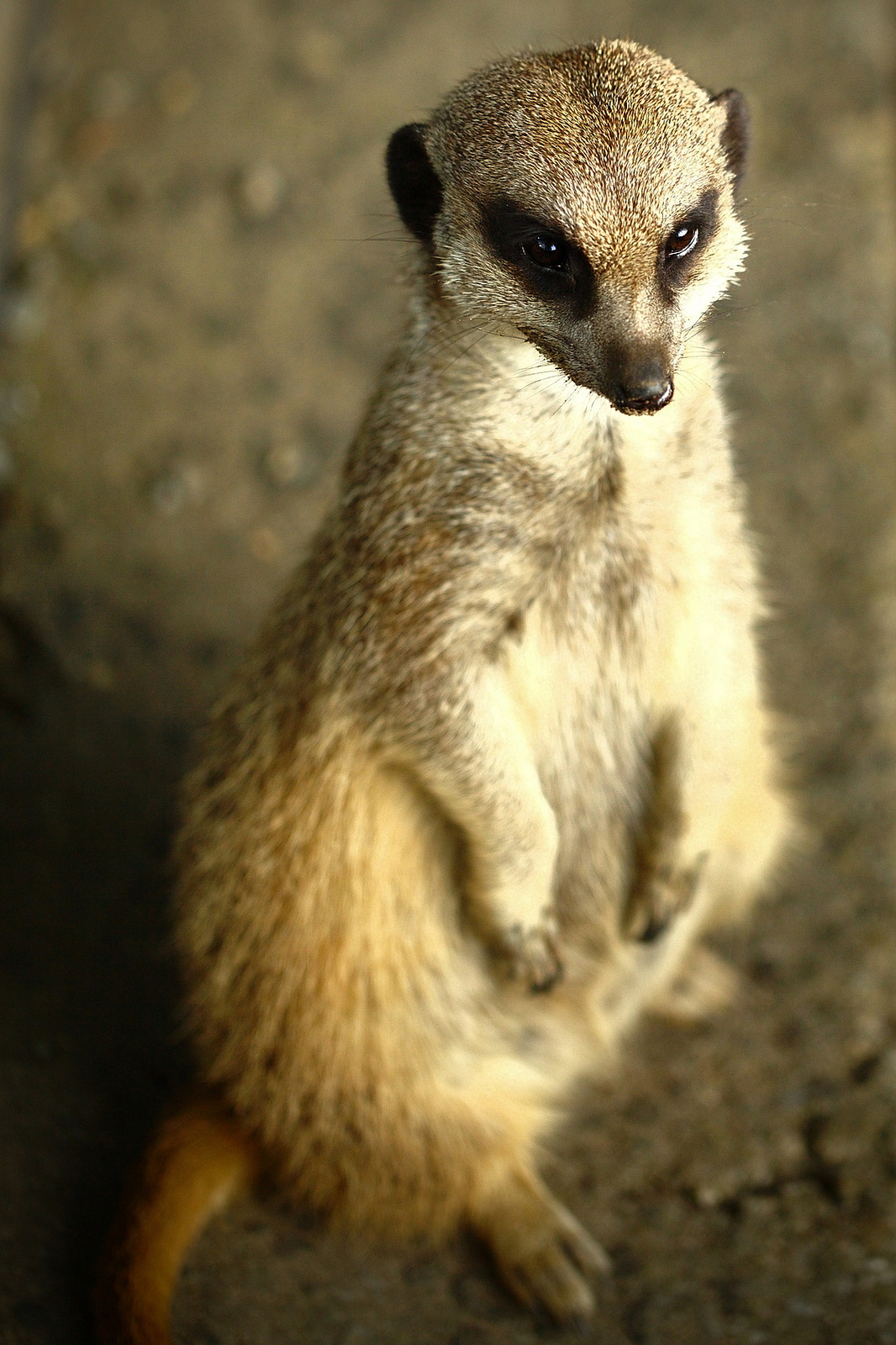
Erdmännchen
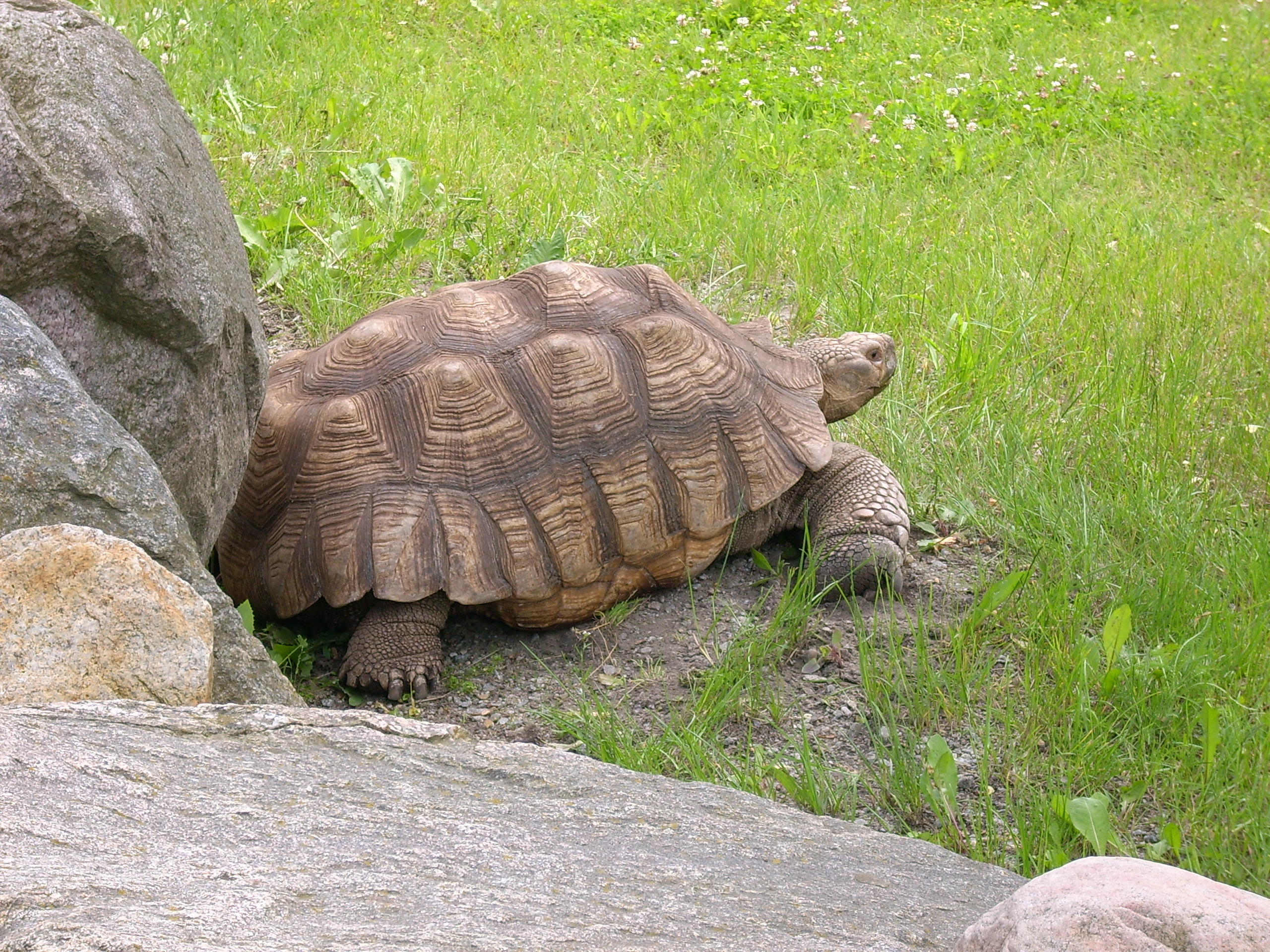
Galápagos-Riesenschildkröte
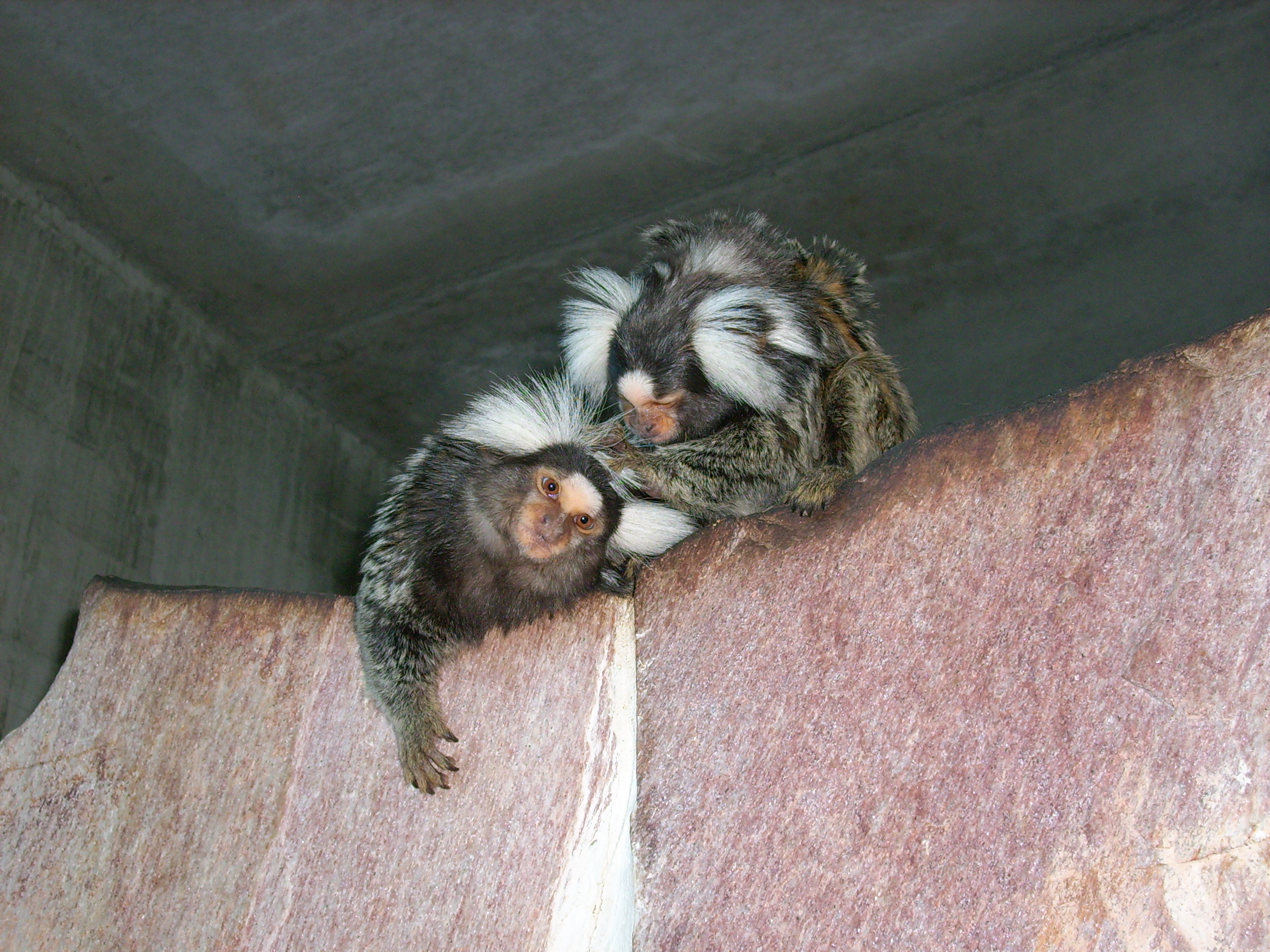
Frei laufende Weißbüschelaffen im Tropenhaus
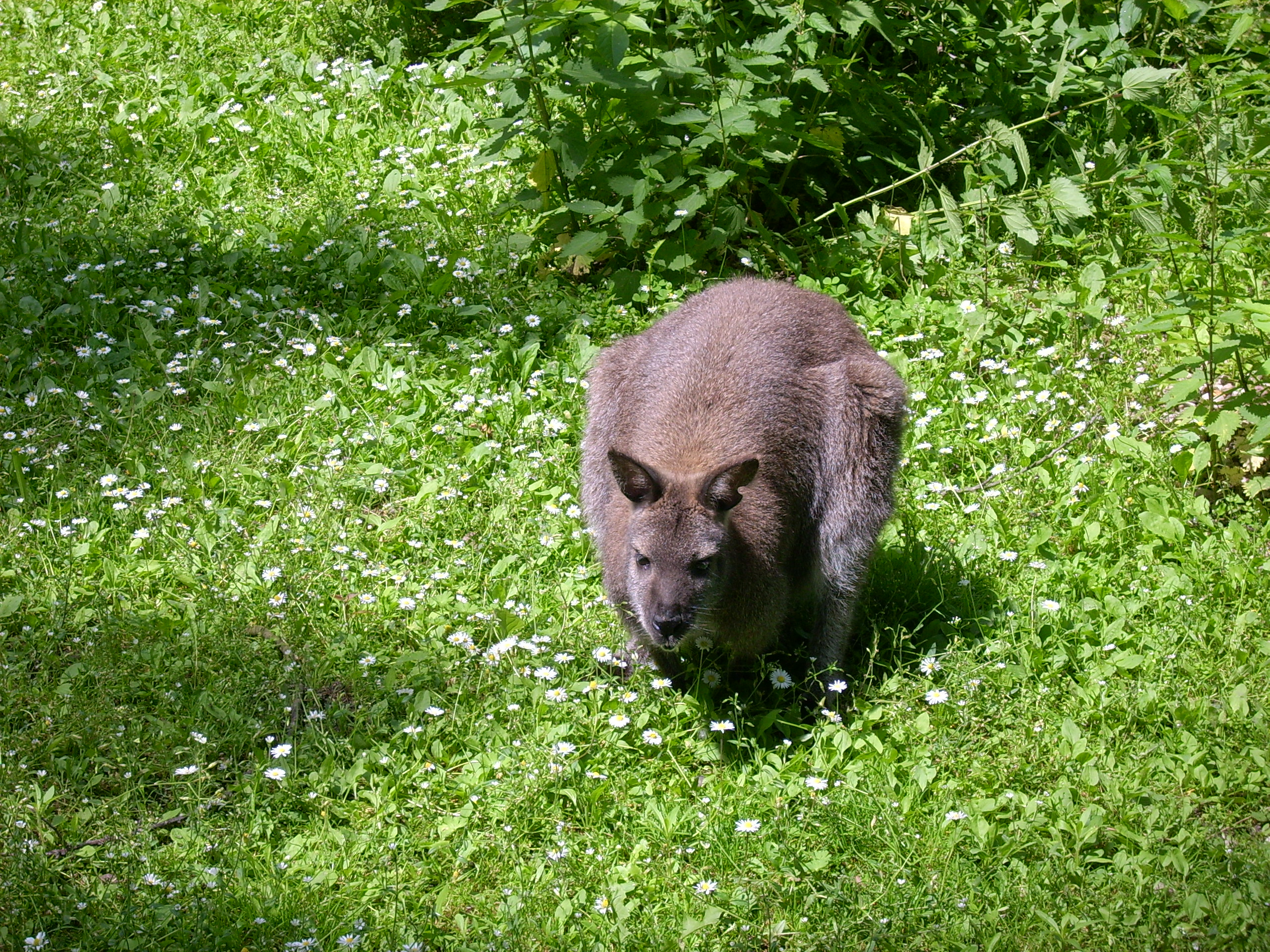
Bennett-Känguru

## Denkmale

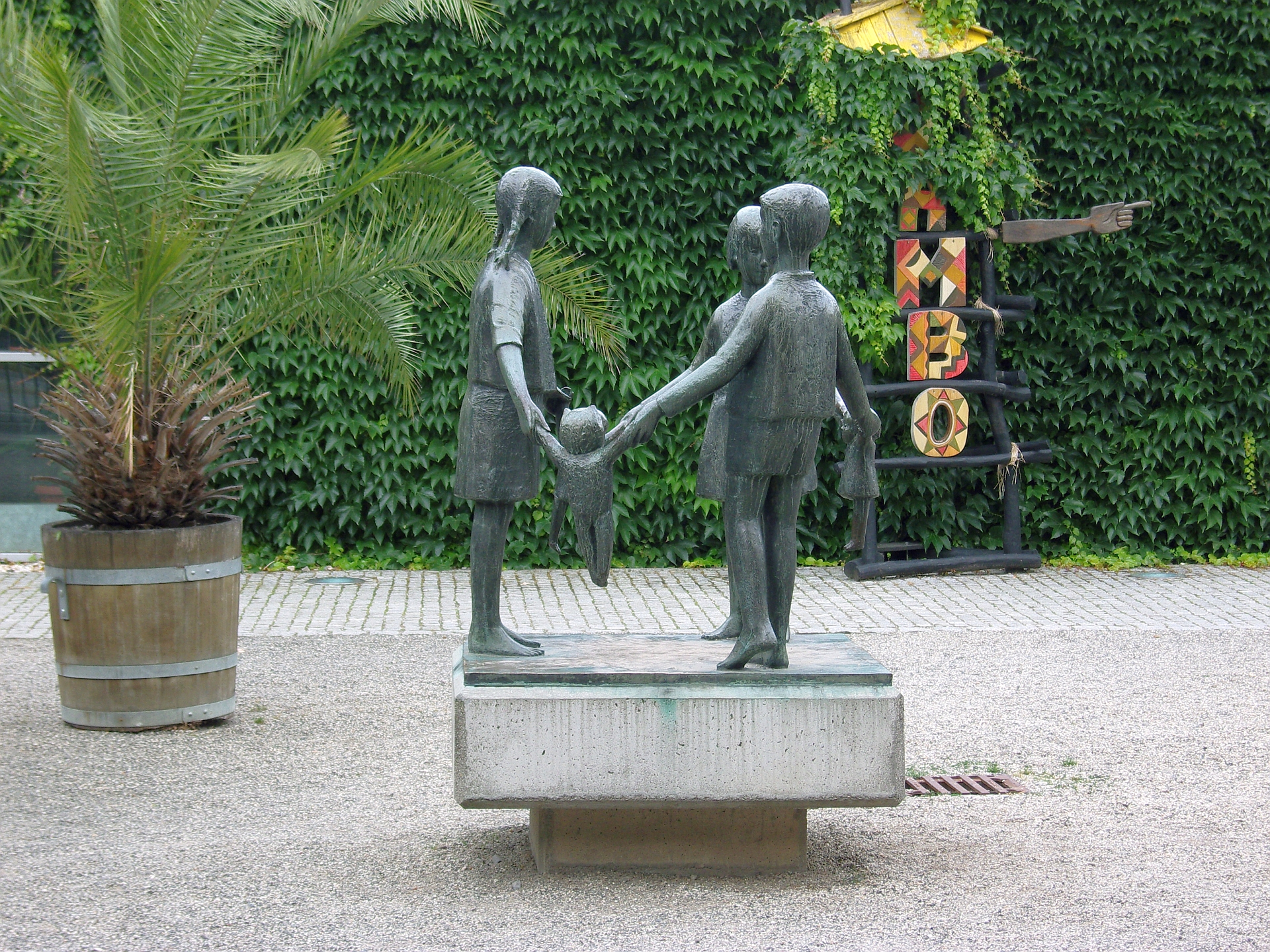
Plastik „Kinderreigen“

Auf dem Zoogelände befinden sich auch 26 Kulturdenkmale. Dazu zählen die Skulpturen und Plastiken „Flußpferd“, „Kinderreigen“, „Tänzerin“, „Baum“, „Kragenbär“, „Ziegengruppe“, „Mädchen mit Hund“, „Pflanzturm mit Pfauen“, „Ziegenbock“, „Liebespaar unterm Schirm“, „Pinguine“, „Schreibender Knabe“, „Kraniche“, „Günther Peters“, „Eule“, „Kinder mit Schildkröte“, „Rea“, „Vietnamesisches Mädchen“, „Nilpferde und Büffel“, das Wandbild „Ländliches Fest“, die Bildwand „Vögel“, die Brunnenanlagen „Sorbischer Osterbrunnen“ und „Kronenbrunnen“, eine Pflanzschale mit Schiffsmotiven, die Keramiktafeln „Luft – Erde – Wasser“ sowie das Relief „Vom Ich zum Wir“ (LPG-Diskussion).

## Film
Im Jahr 1989 wurde im Tierpark Hoyerswerda, im Tierpark Stralsund sowie im Tierpark Eberswalde die siebenteilige Fernsehserie Tierparkgeschichten aufgenommen. Die Serie wurde am 2. Juni 1989 erstmals im DDR-Fernsehen ausgestrahlt.